# آنتونیو دیاز
آنتونیو دیاز (انگلیسی: Antonio Díaz؛ زادهٔ ۱۲ ژوئن ۱۹۸۰) کاراته‌کا دسته کاتا، اهل ونزوئلا است.
وی در مسابقات کشوری و بین‌المللی در مجموع برندهٔ ۲۲ مدال طلا، ۴ مدال نقره، ۱۲ مدال برنز شده‌است.